# دين ميرفي (كاتب)
دين ميرفي (بالإنجليزية: Dean Murphy)‏ هو كاتب سيناريو أسترالي، ولد في 1970.

## وصلات خارجية
- دين ميرفي على موقع IMDb (الإنجليزية)
- دين ميرفي على موقع قاعدة بيانات الفيلم (الإنجليزية)